# トーマス・ロウ
トーマス・ロウ（Thomas Roe、1581年 - 1644年11月6日）はいわゆるエリザベス朝およびジャコビアン時代に活動したイングランドの外交官。 中央アメリカからインドまでを広く航海していたとされる。外交官としては、ムガル帝国（在任：1614年 - 1619年）、オスマン帝国（在任：1621年9月6日 - 1628年）、神聖ローマ帝国でイングランド大使を務めた。1614年から1644年の間はイングランド庶民院（House of Commons）に在席していた時期もある。また、熟練した学者でもあり、学問のパトロンであった。

## 生い立ち

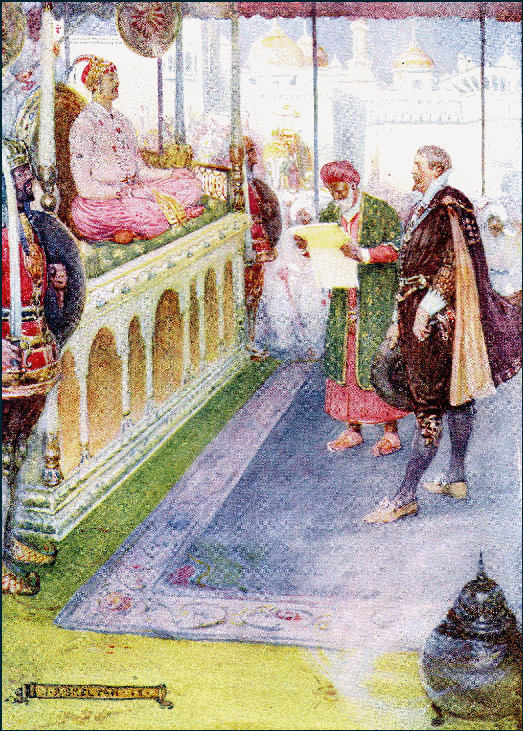
『グレートモーグルの前に立つトーマス・ロウ（Sir Thomas standing before the Great Moghul）』、1908年の絵画

### 生誕
1581年、グロスターシャーおよびミドルセックス州クランフォードのロバート・ロウ卿と、ノーフォーク州ウォーステッドのロバート・ジャーミーの娘エリノア・ジャーミー夫妻の子として、エセックスのワンステッド近くのロー・レイトンで生まれた。
1593年7月6日、12歳でオックスフォードのマグダレン・カレッジ（現在のモードリン・カレッジ）に入学する。1597年、ミドル・テンプルに入学し、女王エリザベス1世のエスクワイアとなる。1604年7月23日、ジェームズ1世からナイトの称号を与えられ、プリンス・オブ・ウェールズだったヘンリー・フレデリック・ステュアートやヘンリーの妹エリザベス・ステュアート（後にボヘミア王妃となる）と親交を深め、文通を続けた。

### 結婚
トーマス・ロウは、1614年、インド（当時ムガル帝国）に向かう僅か数週間前に、ノーサンプトンシャー州のスタンフォード＝オン＝エイヴォン（Stanford-on-Avon）のトーマス・ケイヴ（Thomas Cave）卿の若き未亡人であったエレノア（Lady Beeston、ビーストン夫人）と結婚した。エレノアはインドには行かなかったが、その後コンスタンティノープルへオスマン帝国の使節に行く際には同行した。夫妻には子供がいなかったため、エリザベス・ステュアートの紹介で孤児の少女を養女にした。1675年にエレノアが亡くなると、ウッドフォード教区のセント・メアリー教会にて、先んじて亡くなったトーマス・ロウ（1644年没）とともに埋葬された。

## 外交官・政治家として

### アマゾンの探検

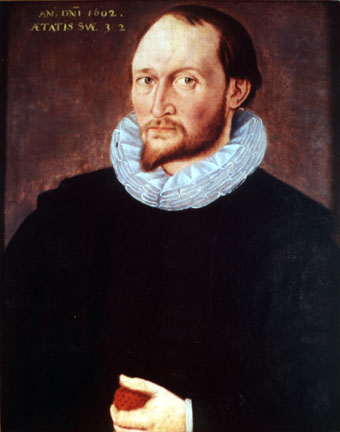
トーマス・ハリオット

1610年、ロウはヘンリー王子から西インド諸島への使命を受け、ギアナやアマゾン川を訪問した。1596年にトーマス・ハリオットが描いた地図に描かれているエル・ドラード（黄金郷）の伝説の場所、パリメ湖（Lake Parime）に到達しようとしたとされるが、その時、およびその後の2回の探検でも、求めていた黄金を発見することはできなかった。

### ムガル帝国大使時代
1614年、ロウはタムワースからイングランドの国会議員に選出された。このころ、東インド会社はジェームズ1世を説得して、王室の使節としてムガル帝国の皇帝であったジャハーンギールのアグラにある宮廷にロウを送った。ロウは1619年まで3年間アグラに滞在した。宮廷でロウはジャハーンギールのお気に入りになり、共に酒を汲み交わしていた可能性がある。確かにロウは「多くの赤ワインの木箱」の贈り物を持って到着し、ジャハーンギールに「ビールとは何か？どうやって作ったのか？」について説明した。
インドでの直接の成果は、スラトにある東インド会社の商館の許可と保護を取得することを得ることであった。ジャハーンギールは主要な貿易特権を認めていなかったが、「ローの使命は、提携に近いものに発展して、東インド会社が徐々にムガール人の結びつきに引き込まれるのを見るというムガール人と会社の関係の始まりだった」。ローの詳細な日記はジャハーンギールの治世に関する貴重な情報源であるが、皇帝はその恩に報いることなく、その膨大な日記の中でもローについて言及することはなかった。

### オスマン帝国大使時代
1621年、ロウはサイレンセスター（Cirencester）の議員に選出された。同年9月6日にはオスマン帝国の外交信任状を受け取り、12月にコンスタンティノープルに到着した。この役割で、イギリスの商人はその特権を拡張されることになった。1624年に当時オスマン領だったアルジェと条約を締結し、数百人のイングランド人捕虜の解放を確保しました。ロウはまた、イングランド本国の補助金によって、ヨーロッパのプロテスタント同盟とプファルツ（当時選帝侯領）の大義のためにトランシルヴァニア公の王子ガブリエル・ベスレンからの支持を得た。
また、コンスタンディヌーポリ総主教だったキリロス・ルカリスとの交友を通じて、有名なアレクサンドリア写本がジェームズ1世に贈られることになり 、さらにロウ自身も貴重な写本をいくつか収集し、その後ボドリアン図書館に寄贈している。 1627年10月26日に任命状が取り消された後、彼は1628年にバーゼル公会議の会同書簡の原本を含む29冊のギリシャ語の書物やその他の写本を同じくボドリアン図書館に寄贈しており、同館には死後にもロウ本人の遺志によって242枚のコインのコレクションが寄贈されている。ロウは1628年6月までオスマン帝国政府を離れなかった。 また、初代バッキンガム公ジョージ・ヴィリアーズとアランデル伯爵のために、ギリシャで大理石を探したこともあるという。

### 三十年戦争における交渉

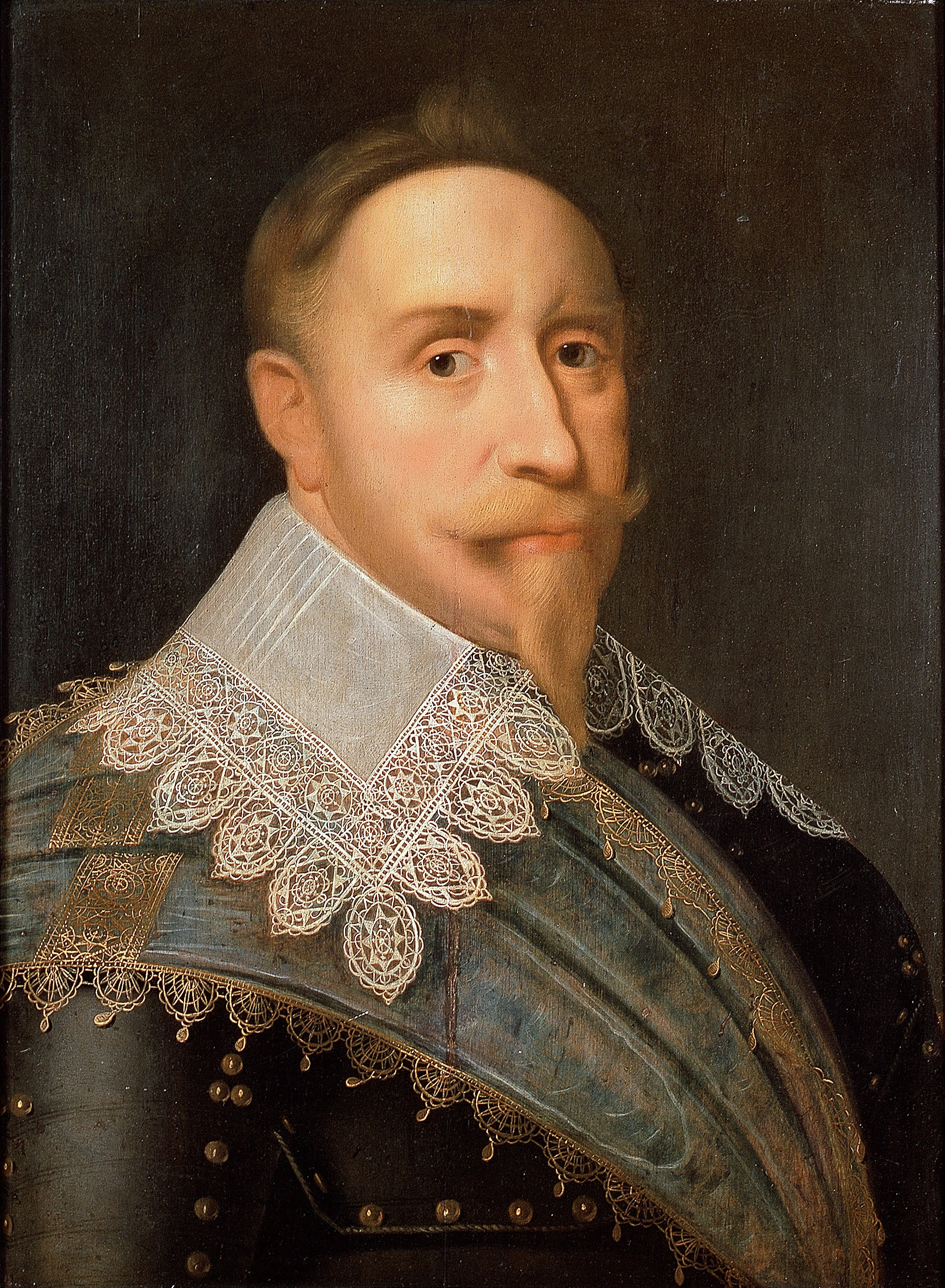
ヴァ―サ朝のスウェーデン王（在位：1611年 - 1632年）、およびフィンランド大公、グスタフ2世アドルフ

三十年戦争中の1629年、ロウは、スウェーデンとポーランドの間の和平を調整する任務にも携わり、見事成功させた。これにより、スウェーデン王のグスタフ2世アドルフを解放し、プロテスタント側でのスウェーデンの三十年戦争介入を援助した。ロウはまた、ポーランドのグダニスクおよびデンマークと条約を交渉した。レーゲンスブルク議会（Diet of Regensburg）に出席した後、1630年に帰国した彼に敬意を表する形で金メダルを獲得した。

### 北極探検
1631年に、ロウはルーク・フォックスの北極探検を後援した。Roes Welcome Soundは彼に敬意を表して名付けられた。

### イングランドの政治活動と使節としての活動
1637年1月、ロウはガーター騎士団の長官に任命され、年金は年間1200ポンドであった。1640年6月には私立評議員になり、同年11月、長期議会のオックスフォード大学の議員に選出された。1641年から1642年にかけては神聖ローマ帝国駐在のイギリス大使（List of ambassadors of the Kingdom of England to the Holy Roman Emperor）に任命された。彼はハンブルク、レーゲンスブルク、ウィーンでの講和会議に参加し、その影響力を利用してプファルツの回復をなしたが、皇帝フェルディナント3世は「これまで大使と会うことはほとんどなかった」としている。

### 死去
ロウは1644年に死去した。没年62歳或いは63歳。ロンドンのウッドフォードにある聖マリア教区教会（parish church of St. Mary）に埋葬された。

## 書籍

### 著作
- トーマス・ロウ卿のインド渡航インド渡航計画大ムガールと面会するトーマス・ロウ大ムガル宮廷トーマス・ロー卿のジャハーンギール宮廷への旅のオランダ語の記録『Embassy of Sir Thomas Roe to the Court of the Great Mogul, 1615-1619, as narrated in his journal and correspondence』 - 1615年から1619年にかけてのトーマス・ロウ卿のムガル宮廷への使節としての渡航は、自身の日記や書簡で語られ[12]、何度も印刷されているが、ウィリアム・フォスター（William Foster）の紹介で、1899年にハクルート教会（Hakluyt Society）のために再構成された。これらは17世紀初頭のインド史に貴重な貢献をしている。
- 『Negotiations in his Embassy to the Ottoman Porte, 1621–28, vol. i』 - 1740年に第1巻（vol.i.）が出版されたものの、この書物の執筆は以降続かなかった。その他の書簡は、瑞王グスタフ2世アドルフへの使節団に関するもので、サミュエル・ローソン・ガーディナー（SR Gardiner）が『キャムデン協会雑録（Camden Society Miscellany）』 (1875年) の第3巻（vol. vii）に編集し、1615年と1617年のカリュー卿との書簡は1860年にF・マクリーン（Sir F. Maclean）が同協会のために編集した。
- 『True and Faithful Relation ... concerning the Death of Sultan Osman ...』 - 1622年著。写本がいくつか大英博物館に所蔵されている。パオロ・サルピからの翻訳。
- 『Discourse upon the Resolution taken in the Valteline』 - 1628年著。タイトルは『ヴァルトラインの決議に関する談話』の意味。T・ライト博士（Dr T Wright）は、自身とロウの神学論争からなる 『Quatuor Colloquia』を1613年出版した。ローの詩は、『Notes and Queries』に印刷されている。
- 『The Swedish Intelligencer』 - タイトルは『スウェーデンの諜報員』の意味。1632年 - 1633年か。グスタフ2世アドルフとの経歴やラティスボン議会（レーゲンスブルク議会と同義）の記録を含み、大英博物館の目録にはロウのものと帰されている。また、主に通貨や財政に関する演説についてもいくつか出版されている。このほか、ウッドの手稿本には『ラティスボン帝国議会の議事録（Compendious Relation of the Proceedings ... of the Imperial Diet at Ratisbon）』『ガーター騎士団会議録（Journal of Several Proceedings of the Order of the Garter）』という2つの著作がある。

### 現代の伝記
この他現代の伝記が2つ知られている。以下に示す。
- Brown, Michael J. (1970). Itinerant Ambassador: The Life of Sir Thomas Roe. Lexington: The University Press of Kentucky. ISBN 9780813151533
- Strachan, Michael (1989). Sir Thomas Roe, 1581–1644. A Life.. Salisbury: Michael Russell Publishing Ltd. ISBN 9780859551564